# Kalua

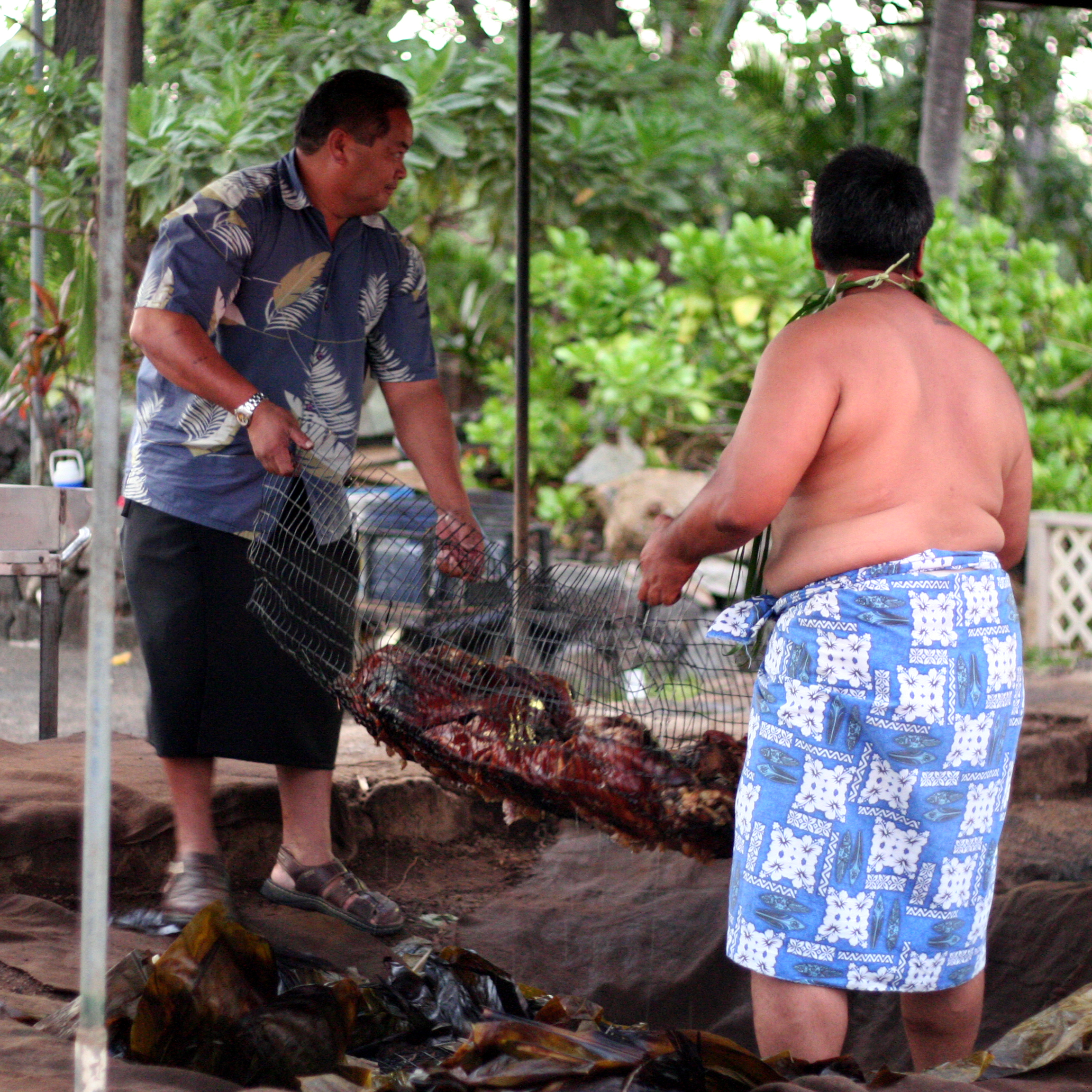
Cuisine de porc kalua.

Kalua ou kālua est, dans la cuisine hawaïenne, une méthode de cuisson des aliments dans un imu, un type de four polynésien enterré. Le mot signifie littéralement « cuire dans un four souterrain ». On sert par exemple le porc kalua ou la dinde kalua lors d'un luau, une fête traditionnelle hawaïenne qui s'accompagne d'un spectacle.